# Бульвар Марії Приймаченко (Київ)
Бу́львар Марі́ї Приймаче́нко — бульвар у Печерському районі міста Києва, місцевість Печерськ. Пролягає від вулиці Іоанна Павла II до бульвару Лесі Українки.

## Історія
Бульвар виник у 50-ті роки ХХ століття під назвою Нова вулиця, з 1957 року — бульвар Лихачова, на честь радянського державного діяча, організатора автомобільної промисловості Івана Лихачова.
Сучасна назва на честь художниці Марії Примаченко — з 2009 року.

## Зауваження щодо назви
В рішенні про перейменування вжито написання прізвища Приймаченко, хоча сама художниця підписувала свої картини як Примаченко та саме таке написання захищають її спадкоємці, з іншого боку, сама художниця заявляла, що її прізвище походить від слова прийми, і написання Приймаченко вживається в офіційних документах з 1994 року.